# Lykurg (Sparta)

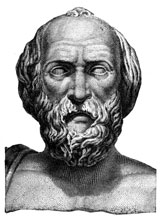
Mögliche Darstellung Lykurgs: Zeichnung nach einer Büste des sogenannten Lykurg oder Lysias in den Vatikanischen Museen

Lykurg oder Lykurgos (altgriechisch Λυκοῦργος Lykoúrgos) gilt nach antiken Vorstellungen als Gesetzgeber oder Verfassungsstifter von Sparta, dem grundlegende juristische, soziale und politische Einrichtungen Spartas zugeschrieben werden (Lykurgische Reformen). Schon in der antiken Überlieferung gibt es widersprüchliche Darstellungen zu Lykurg. Nach heutigem Forschungsstand ist er wahrscheinlich keine historische, sondern eine mythische Person.

## Historizität oder Mythos
Antike Quellen stellten die Historizität Lykurgs nicht infrage. Wenn Plutarch die Widersprüchlichkeit antiker Quellen zu sämtlichen Punkten von Lykurgs vermeintlichem Leben gleich zu Beginn thematisiert, dann wählt er im Folgenden die wahrscheinlichsten und allgemein akzeptierten Lebensstationen aus.
Bei Herodot im 5. Jh. v. Chr. ist Lykurgs Wirken noch nicht klar mit der Verfassung Spartas verknüpft. Herodot spricht lediglich von einem Orakelspruch, der Lykurgs Rolle als Gott oder Mensch thematisiert habe. Herodot weiß jedoch auch von einer Tradition, nach der einige antike Zeitgenossen erzählten, das Apollon-Heiligtum von Delphi habe Lykurg auch das politische System Spartas geweissagt, das noch zur Zeit Herodots bestehe. Spartanische Erzählungen machten, laut Herodot, Lykurg zum Vormund seines Neffen und Königs Labotas. Auch habe Lykurg seine Gesetzesänderungen aus Kreta geholt. Zudem habe er Einrichtungen für das Kriegswesen festgesetzt sowie ein jährlich wechselndes Kontrollorgan von Beamten (Ephorat) und einen Rat der Älteren (Gerusia) geschaffen.

### Biographie nach Plutarch
Eine Lebensbeschreibung befindet sich im Werk des kaiserzeitlichen Schriftstellers Plutarch, der in seinen Parallelbiographien Lykurg zusammen mit dem sagenhaften zweiten König von Rom Numa Pompilius behandelt. Plutarch beginnt seine Biographie über Lykurg mit folgendem Hinweis:
„Über den Gesetzgeber Lykurg kann man schlechthin nichts sagen, das nicht umstritten wäre. Über seine Abkunft, seine Reisen, seinen Tod, vor allem auch über seine Tätigkeit als Gesetzgeber und Staatsgründer, liegen ganz verschiedene Darstellungen vor, und am wenigsten herrscht über die Zeit, zu der der Mann gelebt hat, Übereinstimmung.“
Die genaue Herkunft Lykurgs kann Plutarch nicht angeben, und mit Timaios gibt es auch die antike Position, es habe zwei Männer namens Lykurg gegeben. Plutarch thematisiert unterschiedliche Auffassungen über den Stammbaum Lykurgs. Nach einer sei Lykurg ein spartanischer Königssohn. Nachdem sein Vater und sein Bruder aufgrund vorherrschender Gesetzlosigkeit ermordet worden seien, habe Lykurg als Vormund seines noch ungeborenen Neffen geherrscht. Das Angebot seiner Schwägerin, das Kind zu töten, um selbst König zu werden, habe er abgelehnt. Lykurg habe dafür gesorgt, dass sein Neffe die ihm zustehende Königswürde erhielt, und sei dadurch bei den Spartanern zu hohem Ansehen gelangt. Aufgrund fortwährender Verleumdungen von unterschiedlichen Seiten, insbesondere aus der Familie des Königssohnes, habe er Sparta verlassen. Auf Kreta und in Kleinasien soll Lykurg verschiedene Verfassungen studiert haben. Dass Lykurg auch Ägypten besucht haben soll, ist laut Plutarch eine ägyptische Tradition, die von einigen griechischen Historiographen gedeckt werde. Dass Lykurg Libyen, Iberien oder Indien besucht haben soll, markiert Plutarch als antike Einzelmeinung. Während seiner Abwesenheit sei Lykurg in Sparta vermisst worden und habe nach seiner Rückkehr sofort mit einer Änderung der politischen Ordnung begonnen.
Plutarch erwähnt mehrere Orakel, die Lykurg im Rahmen seiner Reformen in Delphi eingeholt haben soll und die Plutarch mit der Großen Rhetra sowie kleineren Rhetren verbindet. Als Unterstützer Lykurgs bei der Neuordnung in Sparta erwähnt er nach Hermippos Arthmiadas, der ebenfalls eine fiktive Person sein dürfte. Zunächst sei Lykurgs Intervention in Sparta durch König Charilaos als Staatsstreich aufgefasst worden, habe sich jedoch überzeugen lassen, Lykurgs Pläne zu unterstützen.
Zur wichtigsten Lykurg zugeschriebenen Reform zählt die Einsetzung der Gerusia („Rat der Alten“) mit der regelmäßigen Durchführung von Volksversammlungen (Apella). Dazu kamen eine Landreform, die Abschaffung von Gold- und Silbermünzen sowie deren Ersatz durch Eisen, die Einführung von Männermahlgemeinschaften (Syssitia),, eine Reform von Eheschließung, Kindererzeugung und Erziehung, zu der ständiger militärischer Drill von Männern bis zu ihrem 30. Lebensjahr verbunden mit einer Geschlechtertrennung gehört hätten. Auch das Leben der Erwachsenen sei durch eine strenge Ordnung reguliert worden. Auch eine Bestattungsreform habe Lykurg durchgeführt. Die Einführung des Ephorats datiert Plutarch rund 130 Jahre nach Lykurgs Reformen.
Plutarch stellt Lykurg auch als einen Mann da, der die knappe Ausdrucksweise der Spartiaten (Lakonismus) besonders gut verkörperte. Die Quellen Plutarchs sind hinsichtlich der Persönlichkeit Lykurgs uneinheitlich, ihn als kriegerisch oder friedlich zu charakterisieren.
Gegen Ende seines Lebens habe Lykurg Sparta verlassen, um beim Orakel von Delphi Apollon zu opfern: Bevor er weggegangen sei, habe er eine Volksversammlung inklusive König und Beamten einberufen und alle einen Eid darauf schwören lassen, dass sie die Verfassung einhielten, bis er zurückkäme. Dann reiste er nach Delphi und befragte das Orakel. Lykurg habe die Weissagung erhalten, dass seine Gesetze exzellent seien und dass sie sein Volk berühmt machen würden. Schließlich habe er sein Leben durch Nahrungsverweigerung beendet, statt nach Sparta zurückzukehren. Auf diese Weise habe er die Spartaner zwingen wollen, für immer die Gesetze beizubehalten.
Nach anderen Angaben sei Lykurg in Kirrha, Elis, Kreta oder im Umland von Pergamon verstorben. Lykurg sei der Vater eines Sohnes namens Antioros (ebenso wenig historisch wie Lykurg) gewesen, der kinderlos gestorben sei. Plutarch erwähnt auch die Erzählung, Lykurgs Körper sei von seinen Gastfreunden auf Kreta verbrannt und seine Asche im Meer verstreut worden. So hätten die Gesetze in Sparta ebenfalls nicht gebrochen werden können, indem seine sterblichen Überreste eine Rückkehr Lykurgs und eine Aufhebung der Regelungen ermöglicht hätten.

## Bedeutung
Vor dem Hintergrund großer äußerer und innerer Gefahren – wie der Messenischen Kriege, des Gesetzes der Erbteilung oder der drohenden Vormachtstellung Athens – wandelte sich Sparta gegen Ende des 7. Jahrhunderts v. Chr. allmählich in einen rigoros organisierten Staat, in dem das Kriegswesen eine dominierende Rolle spielte. Der Mythos Lykurg wurde vermutlich geschaffen, um die Einzigartigkeit der spartanischen Verfassung zu erklären. Sie unterschied sich in klassischer Zeit, also im 5. und 4. Jahrhundert v. Chr., deutlich von denen anderer griechischer Stadtstaaten. Da man sich das zu dieser Zeit nicht als allmähliche gesellschaftliche Entwicklung vorstellen konnte, führte man die außergewöhnliche soziale Ordnung Spartas auf eine mythische Gründerfigur zurück. Die Historizität Lykurgs wurde in klassischer Zeit nie hinterfragt, gilt aber gegenwärtig als äußerst umstritten.

## Rezeption
Lykurg tritt im Gesellschaftsvertrag von Jean-Jacques Rousseau als Idealherrscher auf, der Sparta durch Abschaffung und Verhinderung von Teilgesellschaften zu einem Staat macht, in welchem der Gesamtwille dem Gemeinwillen entspricht.
Friedrich Schiller widmete 1789 eine Vorlesung dem Thema „Die Gesetzgebung des Lykurgus und Solon“ und beurteilt die Verfassung Lykurgs als „ein vollendetes Kunstwerk“, übte aber auch deutliche Kritik am vermittelten Verhältnis von Staat und Individuum. Schillers Kritik ging auch in Flugblätter der Widerstandsgruppe Weiße Rose ein.